# باول أ. كروتي
باول أ. كروتي (بالإنجليزية: Paul A. Crotty)‏ هو محامي وقاضي أمريكي، ولد في 1941 في بوفالو في الولايات المتحدة.